# Anheszenpepi
Az Anheszenpepi ókori egyiptomi név; négy ókori egyiptomi királyné neve volt az óbirodalmi VI. dinasztia idején. Jelentése: „Az ő élete Pepié”. Az első két királyné I. Pepi felesége volt (akinek a trónneve Meriré volt; ez a két hölgy Anheszenmeriré néven is ismert), a másik kettő II. Pepié.
- I. Anheszenpepi, I. Pepi felesége, I. Nemtiemszaf anyja
- II. Anheszenpepi, I. Pepi felesége, II. Pepi anyja
- III. Anheszenpepi, I. Merenré lánya, II. Pepi felesége
- IV. Anheszenpepi, II. Pepi felesége, lehetséges, hogy II. Noferkaré anyja